# Церковь Святой Барбары (Замостье)
Церковь Святой Барбары (бел. Касцёл Святой Барбары) — католический храм в деревне Замостье, Минская область, Белоруссия. Относится к Несвижскому деканату Минско-Могилёвского архидиоцеза. Памятник архитектуры, построен в 1620 году (по другим данным в 1649 году), включён в Государственный список историко-культурных ценностей Республики Беларусь (код 612Г000554). Архитектурный стиль здания объединяет черты ренессанса и раннего барокко. Расположен по адресу: Улица Садовая 2а.

## История
Храм был возведён в первой половине XVII века на средства местного шляхтича Андрея Самуила Винки-Ратомского. По некотором данным первоначально действовал как кальвинистский храм. Во второй половине XVII века при храме действовала миссия иезуитов. В 1681—1683 годах художник Яцек Хилицкий выполнил для костёла три настенные композиции на исторические темы
После поражения восстания 1863 года в 1865 году переосвящён в православную церковь. В советское время использовался как административное здание. В 1990-х годах здание возвращено Католической церкви и после реставрации храм стал действующим.

## Архитектура
Церковь св. Барбары представляет собой каменное однонефное здание, которое состоит из квадратного в плане основного объёма, пятигранной алтарной апсиды и высокого, схожего с четвериковой башней притвора. Притвор увенчан треугольным фронтоном, внизу — арочный вход. Боковые стены апсиды примыкают к нефу под косым углом, по бокам к апсиде примыкают вытянутые поперёк ризницы. Костёл накрыт общей двускатной крышей, над апсидой переходящей в вальмовую.
Стены нефа украшены тонкими пилястрами и завершены профилированным карнизом. Окна высокие, с полуциркульным завершением. Над нижним ярусом притвора крестовый свод, окна с лучковыми завершениями. Основной объём перекрыт плоским деревянным потолком